# Asistencia sanitaria en España
España cuenta con un sistema sanitario universal. Según la Organización para la Cooperación y el Desarrollo Económico, el gasto sanitario total representó el 9,4% del PIB en España en 2011, ligeramente por encima de la media de la OCDE, que es del 9,3%. El sistema sanitario español está clasificado como el séptimo más eficiente del mundo, tal y como indicaba en el año 2000 un informe de la Organización Mundial de la Salud. El sistema sanitario español ocupa el 19º lugar en Europa según el índice de consumo sanitario de 2018. España ocupa el primer puesto del mundo en trasplantes de órganos.
El sector público es la principal fuente de financiación sanitaria. En España, el 73% del gasto sanitario fue financiado por fuentes públicas en 2011, muy cerca de la media del 72% de los países de la OCDE. Desde 2010, el gasto real en sanidad ha disminuido en España.

## Hospitales

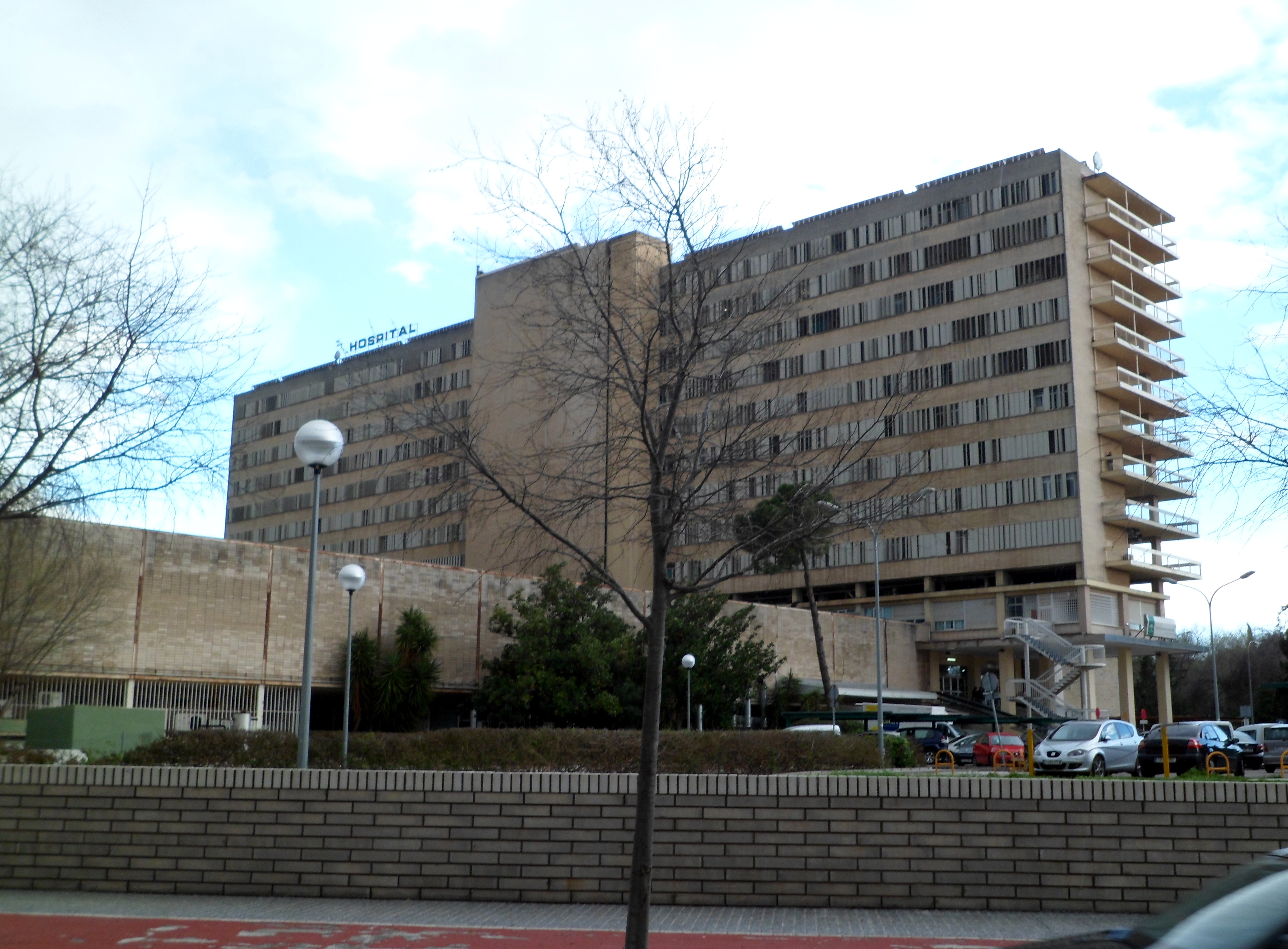
Edificio del Hospital Provincial, perteneciente al complejo hospitalario del Hospital Universitario Reina Sofía de Córdoba.

En caso de urgencia, se puede acudir directamente a un hospital de urgencias. Para cualquier otro tipo de tratamiento hospitalario se requiere la derivación de un médico. Hay hospitales públicos y privados, y los primeros ofrecen tratamiento gratuito. Como algunos hospitales ofrecen tanto servicios sanitarios privados como estatales, es aconsejable presentar la tarjeta de la seguridad social, la tarjeta sanitaria europea (TSE) o un justificante de seguro privado. Como los médicos de los hospitales no expiden recetas, tras el alta, los pacientes llevan el informe médico del hospital a una farmacia para que les surtan las recetas.
En España, los pacientes tienen derecho a leer sus propios historiales, pero hay pruebas de que esto no está bien publicitado.

## Descentralización
En España, la prestación de servicios sanitarios está descentralizada y, por tanto, es responsabilidad de varias comunidades autónomas. En 1998, un análisis de los efectos de una mayor autonomía sobre el rendimiento legislativo y los resultados de las políticas de asistencia sanitaria observó un efecto positivo sobre el primero, pero ningún efecto sobre el segundo. El análisis señalaba que una posible explicación de esta desconexión era que las comunidades autónomas llevaban poco tiempo experimentando una mayor autonomía en el ámbito de la asistencia sanitaria, y los efectos positivos sobre los resultados de las políticas podían tardar más en manifestarse. En 2009, un análisis de los datos recogidos por la Encuesta Nacional de Salud de España en 2001 mostró que las comunidades autónomas con servicios sanitarios descentralizados tendían a tener mejores resultados de equidad. En 2014, un análisis de los datos recogidos por el Centro de Investigaciones Sociológicas entre 1996 y 2009 encontró que, para veinte variables de satisfacción pública con los servicios sanitarios, la descentralización no sólo no tuvo efecto en 2 medidas de atención primaria o especializada y 1 de atención hospitalaria, sino que en realidad tuvo peores resultados en 3 medidas de atención primaria o especializada y 1 de atención hospitalaria. No se observó ninguna tendencia estadísticamente significativa en doce de las veinte medidas de satisfacción. Los autores del análisis destacaron que los datos eran limitados debido a la naturaleza subjetiva de los informes de los pacientes, y a la posible incapacidad de algunos para evaluar adecuadamente el rendimiento de los servicios de atención sanitaria.

## Comparaciones internacionales
Según el Foro Económico Mundial y Bloomberg, España tiene el sistema sanitario más eficiente de Europa, y también se sitúa a la cabeza del mundo junto con Hong Kong, Japón y Singapur.
En una muestra de 13 países desarrollados, España ocupó el segundo lugar en el uso ponderado por la población de medicamentos en 14 clases tanto en 2009 como en 2013. Los medicamentos estudiados se seleccionaron sobre la base de que, en los 10 años anteriores, las afecciones tratadas tuvieran: una alta incidencia, prevalencia y/o mortalidad; causaran una morbilidad significativa a largo plazo; incurrieran en altos niveles de gasto o tuvieran avances significativos en la prevención o el tratamiento. El estudio observó considerables dificultades en la comparación transfronteriza del uso de medicamentos. Ceuta tenía la mayor proporción de médicos en ejercicio per cápita de todas las regiones de Europa: 871 por cada 100.000 en 2015.
El 'Euro health consumer index' calificó a España en el puesto 19 de 35 países europeos en 2015, destacando que había una cierta dependencia de la búsqueda de atención privada.

## Opinión pública sobre el sistema sanitario español
Según Van der Schee et al., la opinión pública sobre el sistema sanitario de un país está formada por los niveles y la calidad de: la confianza entre una persona y su médico, la presentación que hacen los medios de comunicación del sistema sanitario en su conjunto, y los servicios y la atención que ofrece el sistema. Cuando se analiza la opinión pública sobre el sistema sanitario universal de España, en general la gente parece estar de acuerdo en que el Estado debe estar muy involucrado en la asistencia sanitaria. En comparación con otros 14 países en 2002, España ocupaba el tercer lugar en cuanto al apoyo de la población a un papel importante del gobierno en la sanidad. En cuanto a la opinión pública sobre el funcionamiento real del sistema sanitario, existe un consenso generalizado de que los ciudadanos creen que las instituciones sanitarias hacen bien su trabajo y proporcionan una atención suficiente. El problema más abrumador señalado por los encuestados en 2005 fue que los tiempos de espera para recibir atención son demasiado largos, aunque los encuestados señalaron que este problema podría solucionarse con la contratación de más médicos.

## Seguro de salud voluntario
Aunque España cuenta con una asistencia sanitaria universal, no es la única fuente de protección de la que disponen los españoles. De hecho, hay tres alternativas a depender únicamente de la asistencia sanitaria universal proporcionada: el seguro sanitario voluntario sustitutivo, el seguro sanitario voluntario complementario y el seguro sanitario voluntario suplementario. Las personas que trabajan en el sector público español son libres de optar por la asistencia sanitaria universal por completo si aceptan utilizar la alternativa: un seguro de salud subvencionado por el gobierno llamado MUFACE. Esta elección de utilizar un seguro de salud diferente en lugar de la asistencia sanitaria universal de España es un ejemplo de seguro de salud voluntario sustitutivo.
El seguro médico voluntario complementario entra en juego con los ciudadanos que utilizan la asistencia sanitaria universal de España, pero que desean un seguro privado adicional que cubra los servicios que pueden no estar protegidos por el plan universal. Aunque la asistencia sanitaria universal española cubre una cantidad considerable de servicios primarios y farmacéuticos básicos, no cubre muchos servicios dentales y ginecológicos importantes, entre otros. Si un ciudadano español busca atención fuera de lo que cubre el Estado, tiene la opción de contratar su propio seguro médico privado para asegurarse de que está cubierto para cualquier servicio que pueda necesitar.
Por último, el seguro de salud voluntario complementario es una opción para aquellos ciudadanos españoles que utilizan la asistencia sanitaria universal disponible, pero que también desean un seguro privado adicional que pueda proporcionarles opciones y prestaciones mejores o más adecuadas. En este caso, tener un seguro de salud voluntario complementario es a menudo un lujo que ayuda a las personas a asegurar un tratamiento más rápido, más conveniente o mejor disponible.
Según la OCDE, alrededor del 5% de la población española estaba cubierta por uno de los tipos de seguro médico voluntario mencionados en 2002.

## Igualdad en la sanidad española
Debido a la cobertura sanitaria universal, la desigualdad se reduce sustancialmente. La desigualdad en España se reduce aún más en la medida en que no suelen aplicarse copagos, limitados a medicamentos y servicios especiales que no están cubiertos por el Sistema Nacional de Salud. Por lo tanto, la situación económica de un individuo no suele determinar el acceso a la asistencia sanitaria general.
Se produce cierta desigualdad en los ámbitos que no cubre el SNS, como la atención dental. Por otra parte, las personas de una clase social desfavorecida suelen depender más del sistema público para la atención primaria que las de mayor estatus social. Alrededor del 10% de la población española utiliza un seguro médico privado, lo que implica generalmente un estatus socioeconómico más alto, que facilita el acceso a la atención sanitaria primaria. Aunque los servicios sanitarios son universales y su uso sigue aumentando en España, sigue habiendo problemas entre las personas desfavorecidas.

## Inmigrantes en el sistema sanitario español
La inmigración fue considerada como uno de los temas más problemáticos para España en 2006 por su población. Los inmigrantes tienen derecho a todas las prestaciones de la sanidad pública, independientemente de su situación legal. Esto se debe a los objetivos marcados por el ministro Ernest Lluch en la Ley General de Sanidad de 1986, que se basaba en la universalidad de la asistencia sanitaria. Poco después, a través de numerosas reformas, se promulgó la Ley de Salud Pública de 2011, que otorgaba a todas las personas en España el derecho a la asistencia sanitaria gratuita independientemente de su situación legal. Aunque en 2012 se derogó mediante un real decreto, convirtiendo la legalidad en un factor necesario para la asistencia sanitaria, la ley se restableció de nuevo en 2018 tras la dimisión del presidente del Gobierno, Mariano Rajoy, proporcionando a todas las personas de España un acceso universal a la asistencia sanitaria.
En cuanto a la utilización de los servicios sanitarios, hay múltiples estudios que demuestran las diferencias entre inmigrantes y nacionales. En 2006, los estudios mostraron que los inmigrantes habían tenido un mayor número de visitas hacia las salas de emergencia en comparación con las visitas de los nacionales. Por el contrario, los inmigrantes habían mostrado una menor frecuencia de visitas a los médicos de cabecera, menos días de estancia en los hospitales y las visitas a los especialistas habían sido menores que las reportadas por los españoles. En años más recientes, un estudio de 2016 muestra que el uso global de la sanidad en España fue utilizado más por los nacionales que por los inmigrantes en todas las áreas. Junto con esto, los costes de los medicamentos recetados anualmente mostraron un precio mucho menor para los inmigrantes en comparación con los precios que se dan a los nacionales. Los costes de la asistencia sanitaria en España suelen ser más elevados para los nativos que para los inmigrantes nacidos en el extranjero, siendo el precio medio casi 6,8 veces superior. Estas diferencias, tal y como se recoge en el estudio de investigación, podrían explicarse en parte por el hecho de que los inmigrantes son más jóvenes y se encuentran en mejores condiciones de salud, o por las posibles desigualdades entre los proveedores de asistencia sanitaria españoles.
En comparación con otros países europeos, la mayoría de los inmigrantes suelen acudir más a los médicos, a los médicos de cabecera y a las estancias hospitalarias que los nacionales. Del mismo modo, la salud de los inmigrantes en otros países suele estar en peor estado que la de los nativos, siendo España una excepción en la que los nativos se consideran menos sanos que los inmigrantes. Además, en España, los inmigrantes suelen tener una cobertura total de los gastos en comparación con los nacionales.